# Freek van Herk
Freek van Herk (Breda, 17 februari 1989) is een voormalige Nederlandse voetbalscheidsrechter. Hij floot zijn wedstrijden voornamelijk in de Eerste divisie.

## Loopbaan
Van Herk begon in 2009 als KNVB scheidsrechter. In het seizoen 2013/14 floot hij zijn eerste 2 wedstrijden in de Beloften Eredivisie. Op 20 april 2015 werd hij aangesteld als arbiter voor de kampioenswedstrijd van Jong Vitesse tegen de beloften van AZ. De wedstrijd eindigde in 2-2, waarmee de thuisploeg kampioen werd.
Op 31 mei 2015, vier dagen na zijn debuut als scheidsrechter in de KNVB-Beker, werd Van Herk voor het eerst aangesteld als scheidsrechter van een wedstrijd in de Topklasse. Het duel tussen AFC en OJC Rosmalen eindigde in een 4-2 overwinning in het voordeel van de uitploeg. Van Herk floot dat seizoen nog acht wedstrijden op het hoogste amateurniveau. In mei 2015 promoveerde de KNVB Van Herk van de groep Scheidsrechters Talententraject naar de groep Scheidsrechters Masterclass.
Op 23 september 2015 floot Van Herk zijn eerste KNVB-Beker wedstrijd van een profclub, namelijk die van FC Eindhoven tegen Koninklijke HFC. Een maand en een week later, op 30 oktober 2015, leidde Van Herk zijn eerste professionele wedstrijd op het tweede niveau. De wedstrijd tussen Fortuna Sittard en RKC Waalwijk eindigde in een 1−0 overwinning voor de thuisploeg.
Voor het seizoen 2019/20 kreeg Van Herk geen vast contract van de KNVB.